# Emanuele Trevi
Emanuele Trevi (né à Rome le 7 janvier 1964 ) est un écrivain et critique littéraire italien.

## Biographie
Emanuele Trevi est né à Rome, il est le fils de Mario Trevi, un psychanalyste jungien.
Il a écrit de nombreux essais critiques sur des personnalités littéraires. Son travail sur le poète italien Pietro Tripodo a remporté le prix Sandro Onofri. Il a également édité une anthologie avec l'écrivain Marco Lodoli. Son livre Qualcosa di scritto (Quelque chose d'écrit) a remporté le prix de littérature de l'Union européenne en 2012. En 2021, son livre Due vite a remporté le prix Strega.

## Publications
- Istruzioni per l'uso del lupo, Castelvecchi, Rome, 1994 e 2002; Elliot Edizioni, Rome 2012  (ISBN 978-88-619-2311-9).
- Musica distante: meditazioni sulle virtù, Mondadori, Milan 1997; Ponte alle Grazie, Florence, 2012  (ISBN 978-88-622-0771-3)
- I cani del nulla. Una storia vera, Turin, Einaudi, 2003 (ISBN 978-88-061-6418-8).
- Senza verso. Un'estate a Roma, Roma-Bari, Laterza, 2004 (ISBN 978-88-420-7461-8).
- L'onda del porto. Un sogno fatto in Asia, Laterza, Rome-Bari 2005,  (ISBN 978-88-420-7770-1)
- E. Trevi- Mario Trevi, Invasioni controllate, Castelvecchi, Rome 2007  (ISBN 978-88-761-5209-2)
- E. Trevi- Raffaele La Capria, Letteratura e libertà, Fandango Libri, Rome, 2009  (ISBN 978-88-604-4107-2)
- Il libro della gioia perpetua, Milan, Rizzoli, 2010 (ISBN 978-88-170-3944-4).
- Qualcosa di scritto. La vita quasi vera di un incontro con Pier Paolo Pasolini, Florence, Ponte alle Grazie, 2012 (ISBN 978-88-622-0064-6). (Prix de littérature de l'Union européenne (2012).)
- Il viaggio iniziatico, Rome-Bari, Laterza, 2013 (ISBN 978-88-581-0866-6).
- Karénina. Prove aperte d'infelicità, Eir, 2014 (ISBN 978-88-693-3335-4).
- Il popolo di legno, Turin, Einaudi, 2015 (ISBN 978-88-062-1430-2).
- Ontani a Bali : con Giovanna Silva, Humboldt, 2016 (ISBN 978-88-993-8515-6).
- Sogni e favole, Florence, Ponte alle Grazie, 2019 (ISBN 978-88-622-0851-2).
- Due vite, Vicenza, Neri Pozza, 2020 (ISBN 978-88-545-2046-2)
- Viaggi iniziatici. Percorsi, pellegrinaggi, riti e libri, Utet, Turin 2021  (ISBN 978-88-511-8546-6).
- La casa del mago, Ponte alle Grazie, Florence 2023  (ISBN 978-88-333-1665-9)[3].